# Egon Pajenk
Egon Pajenk (* 23. Juli 1950 in Fohnsdorf; † 19. August 2022) war ein österreichischer Fußballspieler.

## Karriere

### Verein
Pajenk begann seine Karriere beim WSV Fohnsdorf, wo er später auch in der Kampfmannschaft spielte. Mit Fohnsdorf wurde er 1970 Vizemeister in der damals noch zweitklassigen Regionalliga Mitte. Zur Saison 1970/71 wechselte er zum Erstligisten SK Rapid Wien, obwohl er davor bereits einen Vorvertrag beim SK Sturm Graz unterschrieben hatte, der allerdings als ungültig erachtet wurde. Im Oktober 1970 debütierte der Vorstopper für die Wiener in der Nationalliga. Kurz darauf ergatterte er einen Stammplatz in der Rapid-Defensive, den er über Jahre behielt. In neun Jahren in der Hauptstadt kam er zu insgesamt 266 Einsätzen in der National- und der 1974 neu geschaffenen Bundesliga, wurde mit Rapid dreimal Vizemeister und gewann 1972 und 1976 den ÖFB-Cup.
Nach neun Jahren bei Rapid wechselte er zur Saison 1979/80 zum Ligakonkurrenten FC Admira/Wacker. Für die Admira absolvierte er 18 Bundesligapartien. Verletzungsbedingt reichte es nicht mehr für den Spitzensport, Pajenk hatte mit Leistenproblemen zu kämpfen, sodass er in der Saison 1980/81 beim Zweitligisten SPG Innsbruck in Tirol unterkam. Nach einem Adduktorenabriss kehrte er zur Saison 1981/82 wieder nach Fohnsdorf zurück, wo er seine Karriere im Unterhaus ausklingen ließ und auch zeitweise als Spielertrainer fungierte.

### Nationalmannschaft
Pajenk debütierte im September 1974 in einem Testspiel gegen Ungarn für die österreichische A-Nationalmannschaft. Bis März 1975 kam er zu drei Einsätzen im Nationalteam.

## Persönliches
Pajenk, Sohn von zwei Kärntnern, die für den Bergbau nach Fohnsdorf gezogen waren, war gelernter Maler und betrieb nach dem Ende seiner Profikarriere von 1981 bis 1997 in seiner Heimat Fohnsdorf ein Wirtshaus. 1998 zog er in die Heimat seiner Eltern. Dort verstarb er 2022 nach langer Krankheit.